# Атомні шахи

Взяття в атомних шахах. Кxg7 спричиняє «вибух», у якому білий кінь, що взяв чорного пішака, а також сусідні чорна тура та слон вибухають разом з конем. Сусідні пішаки не зачіпаються.

Атомні шахи — це варіант шахів, у якому застосовуються стандартні правила гри в шахи, але всі взяття призводять до «вибуху», внаслідок якого всі навколишні білі та чорні фігури, крім пішаків, вибухають. У деяких варіаціях додатково видаляють правила, що стосуються шаху, щоб король міг перейти або залишитися під шахом.

## Історія
У 1995 році німецький шаховий інтернет-сервер (GICS) представив гру, засновану на правилах, які один з його користувачів дізнався від друзів, які грали звичайними шахами. Незабаром її включили до Middle East Wild Internet Server (MEWIS) та інших менших серверів, а потім упроваджено на Chess Live та Internet Chess Club у 2000 році, Free Internet Chess Server у 2003 році та Lichess у 2015 році На Chess.com цей варіант додали наприкінці 2020 року.

## Правила та варіації
Правила атомних шахів такі ж, як і стандартних шахи, з кількома важливими відмінностями щодо умов взяття, шаху та виграшу.

### Взяття
У шахах взята фігура знімається з дошки, а фігура, яка її взяла займає її місце. В атомних захоплення викликає «вибух», через який обидві фігури зникають з дошки, а також усі фігури, окрім пішаків у восьми квадратах, що безпосередньо оточують район взяття. Пішаки вибухають лише під час взяття іншої фігури, взяття їх або перетворення. У разі взяття на проході, взяття вважається проведеним на полі шостого рангу, де мав опинитися пішак, що виконав взяття. Взаття, які призводять до вибуху власного короля гравця, не допускаються, тому король ніколи не може взяти будь-яку іншу фігуру.

### Шах
Загрози королю можуть бути прямими або непрямими. Поставлення короля під шах — це пряма атака, яку іноді називають «атомним шахом». Непряма загроза виникає, коли гравець погрожує підірвати короля, взявши сусідню фігуру. У більшості варіантів атомних шахів гравці повинні реагувати на отримання шахів так само, як і в традиційних шахах — виведенням короля з-під шаху, захистом від шаху або взяттям фігури, яка загрожує, — але виняток існує, коли гравець, що перебуває під шахом може виграти гру, підірвавши короля опонента.
Оскільки король не може взяти іншу фігуру, можна помістити королів один біля одного без шаху або уникнути шаху. Цю можливість часто використовує гравець, який програє, розташовуючи свого короля в обороні поряд з королем суперника в ендшпілі, сподіваючись на нічию. Залежно від позиції, ця стратегія іноді є оптимальною, і може спричинити нічию. В інших випадках гравець може перемогти в такій позиції, коли фігура або пішак вибухає поруч із королем суперника, не підірвавши власного короля, або відштовхнувши короля суперника, використовуючи свого короля та решту фігур на дошці, що зазвичай призводить до втрати короля, що відступає.
В Internet Chess Club грають у варіант атомних шахів, який взагалі не передбачає шаху, дозволяючи будь-який хід, навіть той, що залишає короля захопленим безпосередньо наступним ходом.

### Умови виграшу
У всіх варіантах атомних шахів гравець перемагає, підриваючи короля протилежного кольору, не підриваючи власного короля. Зазвичай це робиться шляхом взяття фігури на полі, що прилягає до короля суперника, або розміщення ферзя поруч із королем, що призводить до мату, оскільки король не може взяти жодної фігури.